# Europsko prvenstvo u vaterpolu – Sheffield 1993.
Vaterpolsko EP 1993. 21. je izdanje ovog natjecanja. Održano je u Sheffieldu u Ujedinjenom Kraljevstvu od 31. srpnja do 8. kolovoza. Ovo je prvo EP na kojem nastupa neovisna Hrvatska.

## Konačni poredak
| Mj. | Država           |
| --- | ---------------- |
| 1.  | Italija          |
| 2.  | Mađarska         |
| 3.  | Španjolska       |
| 4.  | Rumunjska        |
| 5.  | Hrvatska         |
| 6.  | Rusija           |
| 7.  | Grčka            |
| 8.  | Nizozemska       |
| 9.  | Njemačka         |
| 10. | Slovačka         |
| 11. | Ukrajina         |
| 12. | Velika Britanija |

| Pobjednici           |
| -------------------- |
| Italija Drugi naslov |